# Kevin Gates
Kevin Jerome Gilyard (Louisiana, 5 februari 1986), beter bekend onder zijn artiestennaam Kevin Gates, is een Amerikaanse rapper.

## Biografie
Gates werd op 5 februari 1986 geboren in de Amerikaanse staat Louisiana als kind van een Afro-Amerikaanse vader en een Puerto Ricaanse moeder. Hij verloor op jonge leeftijd het contact met zijn vader, maar als tiener herenigden zij weer. Toen Gates 14 jaar oud was, stierf zijn vader aan de ziekte aids.
In 2015 trouwde hij en kregen zij twee kinderen. Gates is een praktiserende moslim en in 2016 verrichtten hij en zijn vrouw de hadj naar Mekka.

## Discografie
Albums
- Islah (2016)
- I'm Him (2019)
- Khaza (2022)

- Bibliothèque nationale de France: cb17044693d (data)
- International Standard Name Identifier: 0000 0004 4804 9567
- Library of Congress Control Number: no2015055108
- MusicBrainz: 0c41b966-12e8-4c9b-87ea-af47798987b6
- Virtual International Authority File: 315607109
- WorldCat: E39PBJtRQGq33XWbpMcXQpM3wC